# Michael B. Jordan
Michael Bakari Jordan (ur. 9 lutego 1987 w Santa Ana) – amerykański aktor filmowy i telewizyjny, model.

## Życiorys
Urodził się w Santa Ana w Kalifornii jako syn Donny (z domu Davis) i Michaela A. Jordana. Ma starszą siostrę, Jamilę, która pracuje w produkcji, i młodszego brata, Khalida, który był piłkarzem na Uniwersytecie Howarda. Kiedy miał dwa lata przeniósł się wraz z rodziną do Newark w New Jersey, gdzie został wychowany. Uczęszczał do tamtejszej szkoły średniej Newark Arts High School, w której funkcję doradcy zawodowego pełniła ich matka. Grał w drużynie koszykarskiej. We wczesnych latach uczył się stepowania.
Początkowo nie wiązał swojej przyszłości z filmem, próbując swoich sił jako model w reklamach artykułów sportowych Modell’s Sporting Goods i zabawek edukacyjnych dla dzieci Toys „R” Us. Swoją profesjonalną karierę aktorską rozpoczął w 1999 od gościnnego udziału w sitcomie CBS Cosby, prowadzonym przez Billa Cosby’ego, i serialu HBO Rodzina Soprano. Dwa lata później zadebiutował na kinowym ekranie w roli Matta Hylanda w komediodramacie sportowym Briana Robbinsa Krótka piłka (Hardball, 2001) u boku Keanu Reevesa, Diane Lane i Johna Hawkesa. Pojawił się w teledysku Pleasure P „Did You Wrong” (2008).
Za główną rolę Oscara Granta III, afroamerykańskiego 22-latka z Hayward, w opartym na faktach dramacie Stacja Fruitvale (Fruitvale Station, 2013) został uhonorowany nagrodą Satelity. Przełomem był występ w marvelowskiej produkcji Fantastyczna Czwórka (2015) i główna rola Adonisa „Donnie’go” Johnsona Creeda w Creed: Narodziny legendy (2015) u boku Sylvestra Stallone.
Był na okładkach „Men’s Fitness” (w grudniu 2015), „GQ” (w grudniu 2015, w marcu 2018), „Men’s Health” (w czerwcu 2018), „Vanity Fair” (w listopadzie 2018) i „Time” (we wrześniu 2019). W listopadzie 2020 magazyn „People” przyznał mu tytuł najseksowniejszego żyjącego mężczyzny.

## Filmografia
- 2001 – Krótka piłka (Hardball) jako Jamal
- 2002 – Prawo ulicy (The Wire) jako Wallace
- 2003 – Wszystkie moje dzieci (All My Children) jako Reggie Porter Montgomery
- 2006 – Friday Night Lights jako Vince Howard
- 2007 – Blackout jako C.J.
- 2009 – Pastor Brown jako Tariq Brown
- 2012 – Eskadra „Czerwone Ogony” (Red Tails) jako Maurice „Bumps” Wilson
- 2013 – Fruitvale (Fruitvale Station) jako Oscar
- 2014 – Ten niezręczny moment (That Awkward Moment) jako Mikey
- 2015 – Fantastyczna Czwórka (Fantastic Four) jako Johnny Storm
- 2015 – Creed: Narodziny legendy (Creed) jako Adonis Creed
- 2018 – Czarna Pantera (Black Panther) jako N’Jadaka / Erik „Killmonger” Stevens
- 2018 – Fahrenheit 451 jako Guy Montag
- 2018 – Creed II jako Adonis Creed
- 2019 – Tylko sprawiedliwość jako Bryan Stevenson
- 2021 – Without Remorse jako John Kelly
- 2023 – Creed III jako Adonis Creed